# Ducado de Clarence

Ducado de Clarence

El título nobiliario de duque de Clarence ha sido otorgado tradicionalmente a los miembros más jóvenes de las familias reales inglesa y británica.
Fue creado por primera vez por Eduardo III en 1362 a favor de su tercero hijo, Leonel de Amberes. El título se extinguió con la muerte de este sin dejar descendencia masculina, pero fue rehabilitado en 1412, a favor de Tomás de Clarence, segundo hijo de Enrique IV, y nuevamente extinto, por falta de descendientes. En 1461, el título fue nuevamente rehabilitado, por Enrique VI, a favor de Jorge de York, extinguindose una vez más por falta de sucesión.
Ya en el siglo XVIII, fue creado el título de duque de Clarence y St. Andrews (1789) para el príncipe Guillermo, tercer hijo de Jorge III del Reino Unido. Cuando sucedió a su hermano Jorge IV, el ducado fue unido a la Corona.
En 1890, fue creado el título de duque de Clarence y Avondale para el príncipe Alberto Víctor, el hijo mayor del príncipe Alberto Eduardo de Gales, futuro Eduardo VII. Al morir sin herederos, dos años después, el título se extinguió.
El título también fue transformado en condado para el hijo de la reina Victoria, el príncipe Leopoldo, y el nieto de la reina Victoria, el príncipe Carlos Eduardo, como un título subsidiario.